# Agoniella
Agoniella es un género de escarabajos de la familia Chrysomelidae. El género fue descrito científicamente primero por  Julius Weise en 1911.
Se encuentran en Indonesia, Malasia, Molucas, Nueva Guinea, Filipinas, Taiwán.
Se alimentan de plantas de la familia Poaceae.

## Especies
- Agoniella apicalis (Baly, 1858)
- Agoniella banksi (Weise, 1910)
- Agoniella biformis (Uhmann, 1932)
- Agoniella crassipes (Baly, 1878)
- Agoniella dimidiata (Gestro, 1897)
- Agoniella horsfieldi (Baly, 1877)
- Agoniella longula (Gestro, 1917)
- Agoniella manilensis (Weise, 1910)
- Agoniella moluccana (Gestro, 1897)
- Agoniella munda (Gestro, 1897)
- Agoniella podagrica (Gestro, 1896)
- Agoniella pygmaea (Gestro, 1917)
- Agoniella rotundicollis (Gestro, 1917)
- Agoniella rufonigra (Gestro, 1919)
- Agoniella schultzei (Uhmann, 1932)
- Agoniella sonani (Chûjô, 1933)
- Agoniella strandi (Uhmann, 1955)
- Agoniella tersa (Gestro, 1897)
- Agoniella vandepollii (Gestro, 1897)